# Jukio Mišima

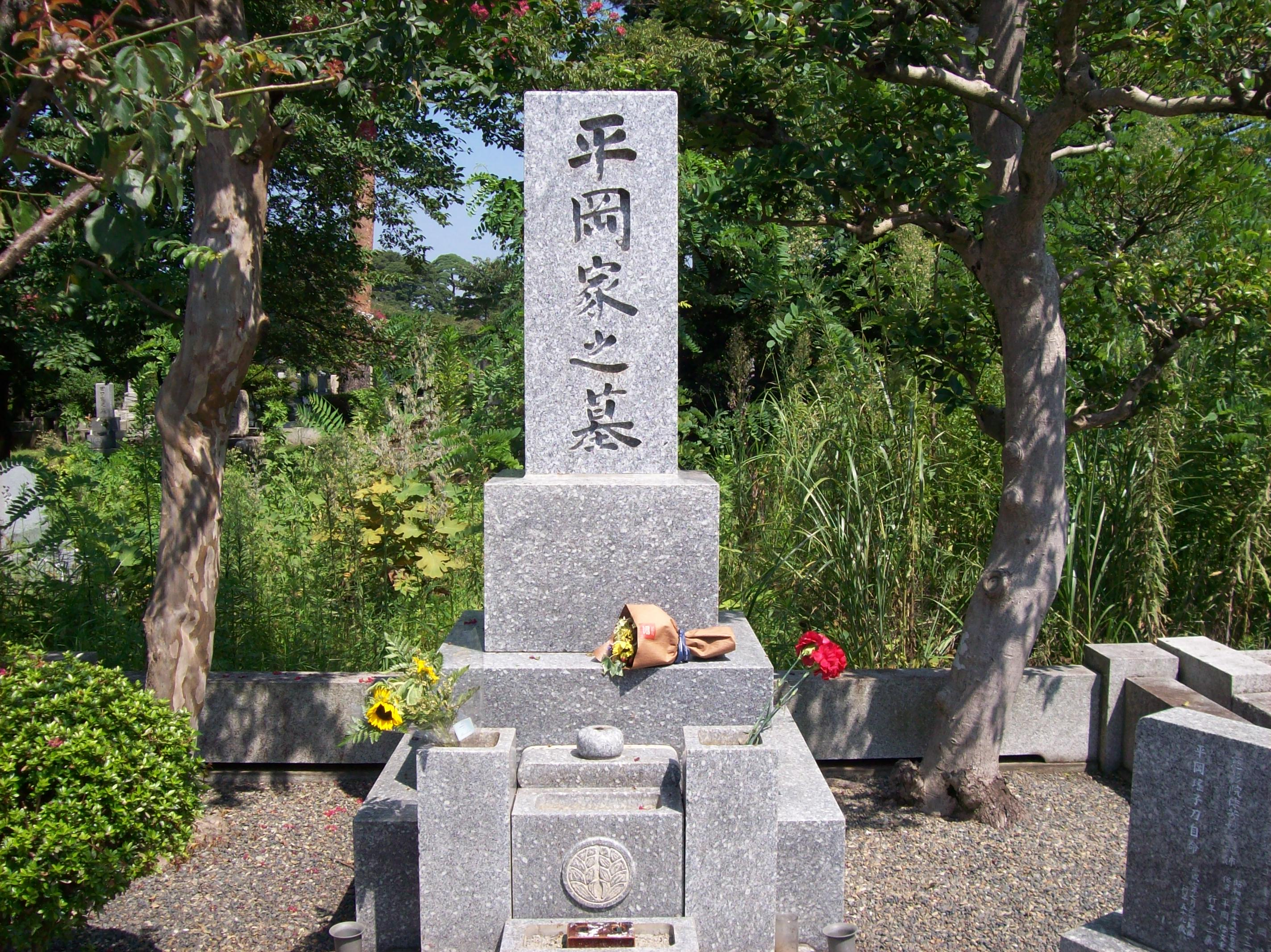
Hrob Jukiho Mišimy

Jukio Mišima (japonsky 三島由紀夫, Mišima Jukio, vlastním jménem Kimitake Hiraoka, japonsky 平岡公威, Hiraoka Kimitake; 14. ledna 1925 Tokio – 25. listopadu 1970 Tokio) byl japonský spisovatel, na Západě se proslavil svou rituální sebevraždou seppuku.

## Život
Narodil se v Tokiu, jeho otec Azuma Hiraoka byl vládní úředník. V dětství ho vychovávala babička Nacu, která měla uzurpátorské sklony a malému chlapci neustále zdůrazňovala jeho „samurajský” původ. Podle některých životopisců právě jeho babička ovlivnila jeho fascinaci smrtí, která se projevila v jeho dílech; svůj čas musel obvykle trávit v jejím pokoji a zřídka kdy mu dovolila hrát si venku (odůvodňovala to chlapcovým chatrným zdravím), hrát si směl pouze s pečlivě vybranými dívkami ze sousedství, a tak si v raném dětství osvojil ženskou řeč a dívčí chování. Ve dvanácti letech se vrátil do domácnosti svých rodičů, kde se ho snažil přísně vychovávat jeho otec, který mu naplánoval kariéru úspěšného právníka. Z tohoto důvodu zaujímal nepřátelský postoj k Mišimovým literárním pokusům, chlapec proto psal tajně s podporou své matky.
Chlapec v šesti letech vstoupil na základní školu elitního vzdělávacího zařízení Gakušúin, ve dvanácti letech postoupil v rámci Gakušúinu na nižší střední školu. Již v prvním ročníku uveřejňuje své první básně a krátce na to i první povídky ve školním časopise Hodžinkai zašši, jeho příspěvky ihned vyvolaly v Gakušúinu značnou pozornost. Mladého autora inspirovali např. Rainer Maria Rilke, Oscar Wilde a japonští klasici. Jeho první významná novela, vysoce metaforický příběh o sepětí mezi zemřelými předky a žijícími lidmi Hanazakari no mori (Rozkvetlý les) byla na doporučení jeho učitele literatury Fumia Šimizua publikována v roce 1942 v prestižním literárním magazínu Bungei-Bunka (Literární kultura) a v roce 1944 se stala titulním příběhem sbírky kratších próz publikovaných v knižní podobě. Na doporučení Šimizua, který se domníval, že vzhledem k chlapcovu mládí by bylo vhodné skrýt jeho totožnost, uveřejnil Rozkvetlý les pod pečlivě zvoleným literárním pseudonymem Jukio Mišima, který od této chvíle používal do konce života. V roce 1946 na doporučení spisovatele Jasunariho Kawabaty vychází v literárním časopise Ningen (Člověk) Mišimova povídka Cigareta (Tabako), kde popsal, jak sportovně založení spolužáci elitní školy pohrdají chlapcem s literárními zájmy, tento příběh v roce 1954 inspiroval i významnou povídku Ši wo kaku šónen (Chlapec, který píše verše).
V roce 1945 byl těsně před koncem války povolán do vojenské služby, armádní lékař ale zaměnil jeho akutní respirační onemocnění doprovázené vysokými teplotami za tuberkulózu a označil jej za neschopného vojenské služby. Po absolvování střední školy vstoupil na přání svého otce na právnickou fakultu Tokijské univerzity, kde promoval v roce 1947. Jeden rok pak pracoval na ministerstvu financí, poté se ale rozhodl, že se nadále bude věnovat výlučně literatuře. Po několika časopisecky publikovaných povídkách vydal v roce 1946 román Zloději (japonsky 盗賊, Tózoku) o sebevraždě dvou mladých aristokratů.
Slávu mu ovšem získal až velmi úspěšný román s autobiografickými prvky Zpověď masky (japonsky 仮面の告白, Kamen no kokuhaku) z roku 1949, v němž líčí dětství a dospívání chlapce, který trpí kvůli své odlišnosti od většinové společnosti. Dále psal velmi populární eseje, novely a povídky a také divadelní hry, včetně her pro tradiční divadla kabuki a nó. Jeho dílo bylo velmi populární i v Evropě a Americe. Často ve svých dílech využíval aktuálních událostí. Byl třikrát považován za kandidáta na Nobelovu cenu za literaturu, ale nikdy ji neobdržel.
Od roku 1955 se věnoval posilování a kendó, nesouhlasil totiž s tím, že intelektuálové kladou tak malý důraz na cvičení svého těla. V roce 1967 podstoupil vojenský výcvik a založil svou „soukromou armádu” Tatenokai (Společnost štítu), která měla střežit japonské hodnoty.
V roce 1958 si vzal ženu jménem Jóko Sugijama, měl s ní dvě děti, dceru Noriko (* 1959) a syna Iičiróa (* 1962).
Hrál také v několika filmech režiséra Jasuzó Masamury, poprvé ve filmu Afraid to Die z roku 1960, Black Lizard (1968) a Hitokiri (1969). V roce 1965 podle vlastního scénáře založeného na stejnojmenné povídce natočil krátký černobílý film Láska k vlasti (Júkoku), v němž ztvárnil roli poručíka Císařské armády, který spáchá seppuku.
V roce 1970 se se čtyřmi členy Tatenokai zabarikádoval na velitelství japonských Sil sebeobrany (Džietai). Přivázali tamního velitele k židli a Mišima ve svém proslovu vyhlásil požadavek návratu moci císaři. Po svém proslovu spáchal rituální sebevraždu seppuku.

## Dílo
Mišima napsal čtyřicet románů, více než šedesát divadelních her (kromě moderního divadla psal i hry pro tradiční divadla nó a kabuki), dvacet svazků povídek, dvacet svazků esejí i filmový scénář. Je pokládán za jednoho z nejvýznamnějších spisovatelů poválečné japonské literatury.
K jeho hlavním tématům patří fascinace smrtí a důraz na tradiční japonské hodnoty. Většina jeho děl je situována do 20. století a vynikají bohatým metaforickým stylem.

### České překlady
V češtině vyšly Mišimovy romány Zlatý pavilon (japonsky 金閣寺, Kinkakudži, 1956) v roce 1998 v nakladatelství Brody a Zpověď masky (japonsky 仮面の告白, Kamen no Kokuhaku, 1949) v roce 2019 v nakladatelství Rubato. Oba romány vyšly v překladu Kláry Macúchové. Román Zlatý pavilon, který s celou řadou literárních a náboženských narážek novelizuje reálné události zapálení chrámu Kinkakudži psychicky nemocným mnichem v roce 1950, zajistil autorovi díky anglickému překladu Ivana Morrise světovou slávu a počítá se k jeho nejlepším dílům. Ve Světové literatuře vyšla v roce 1996 v překladu Kláry Macúchové novela Láska k vlasti (japonsky 憂国, Júkoku, 1966).